# Imperialismo americano
Imperialismo americano ou imperialismo norte-americano é um termo que se refere à influência política, econômica, militar e cultural que os Estados Unidos exercem sobre o mundo atualmente, partindo do pressuposto que este país impõe seu poder de forma imperialista. Esse conceito se popularizou após o fim da Guerra Hispano-Americana de 1898. Os proponentes deste conceito vão desde teóricos clássicos do imperialismo no marxismo – que veem tal fenômeno como subproduto do capitalismo – até teóricos liberais e conservadores contemporâneos em suas análises sobre a política externa dos Estados Unidos. Esses termos têm, na maioria das vezes, uma conotação negativa, especialmente quando se discute a superioridade militar norte-americana.

## Uso do termo
O uso do termo é controverso, uma vez que há estudiosos que defendem que não existe uma prática imperialista por parte dos Estados Unidos. Outros afirmam que tal prática existe, mas de forma benevolente, enquanto há aqueles que afirmam que essa prática não só existe como causa grandes danos aos países dominados.
Algumas doutrinas propostas pelo governo norte-americano desde a fundação do país, tais como o Destino Manifesto, a Doutrina Monroe e o Corolário Roosevelt, o Big Stick e a Doutrina de segurança nacional, além de eventos como a Conquista do Oeste, a Guerra Mexicano-Americana, as Guerras das Bananas, a Guerra Hispano-Americana, intervenções militares diretas em diversos países como: Argentina, Brasil, Chile, México, Haiti, Havaí, Nicarágua, Coreia, Panamá, Filipinas, Porto Rico, Guam, Samoa, Honduras, República Dominicana, Rússia, Iugoslávia, Turquia, El Salvador, Irã, Grécia, Venezuela, Alemanha, Egito, Líbano, Laos, Indonésia, Omã, Bangladesh, Angola, Congo, Granada, Líbia, Bolívia, Ilhas Virgens, Libéria, mais recentemente, intervenções militares na Arábia Saudita, Somália, Bósnia, Albânia e Sudão, assim como a Guerra no Afeganistão, Guerra do Vietnã, Guerra do Iraque além de políticas como o embargo a Cuba, a criação da Echelon, recentes denúncias de espionagem americana à países parceiros, defesa do monopólio comercial, fizeram o termo "imperialismo americano" ganhar grande aceitação na comunidade internacional e população mundial.

## Histórico

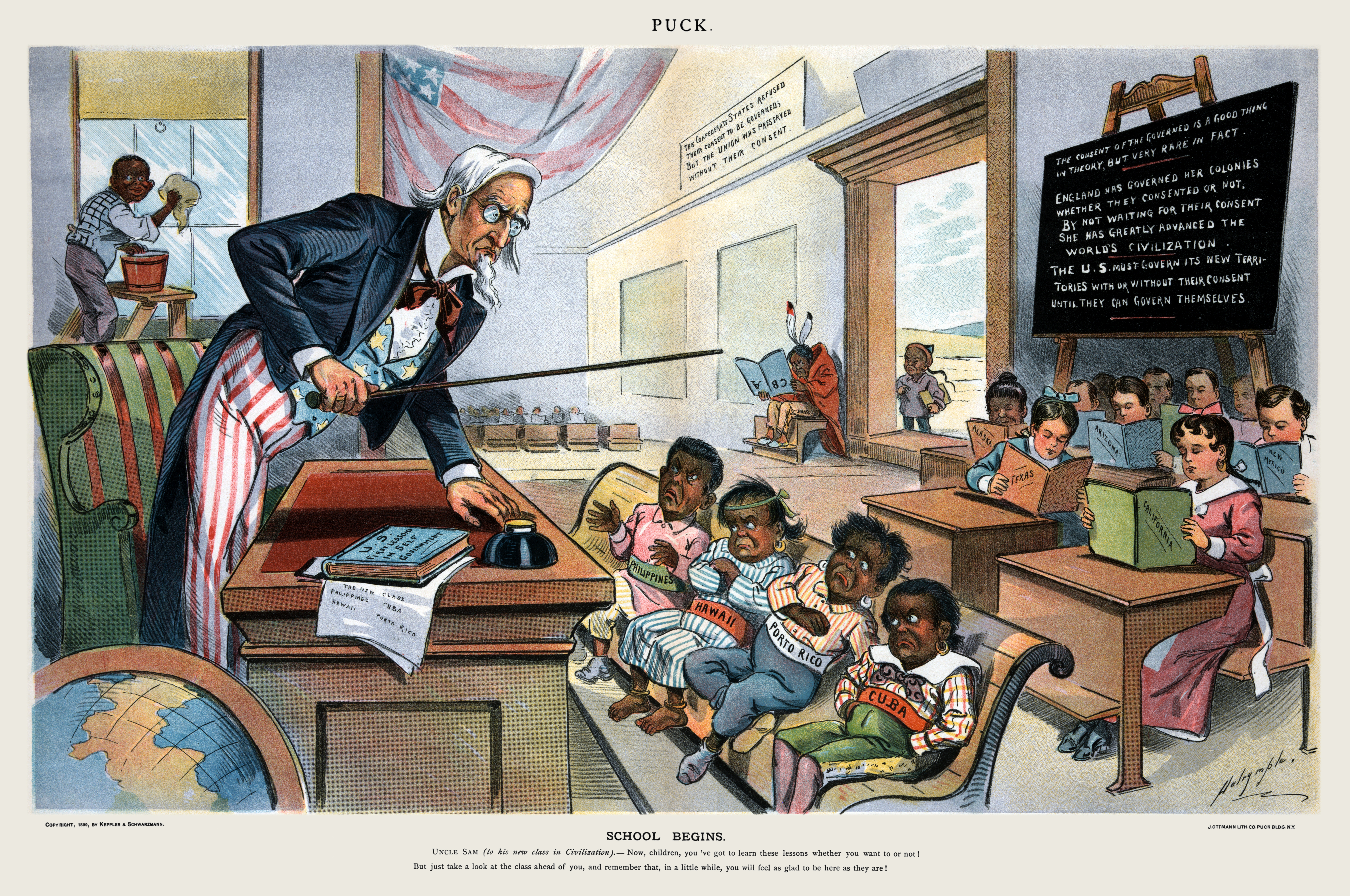
Caricatura mostrando o Tio Sam dando aula para quatro crianças rotuladas como Filipinas, Havaí, Porto Rico e Cuba, em frente a crianças segurando livros rotulados com vários estados dos EUA. Um rapaz negro está lavando janelas, um nativo americano senta-se separado da classe e um menino chinês está do lado de fora da porta.

O termo "imperialismo" foi primeiramente utilizado no contexto das Guerras Napoleônicas para descrever a política expansionista do então Imperador francês. Mais tarde, o termo foi empregado em relação à política externa do Império Britânico, antes de ser difundido para descrever o colonialismo das potências mundiais na metade do século XVIII.
A utilização do termo com relação aos Estados Unidos ganhou ampla aceitação graças ao trabalho da Liga Americana Anti-Imperialismo (em inglês:  American Anti-Imperialist League), fundada em 1898 por um grupo de intelectuais americanos com o intuito de fazer oposição à Guerra Hispano-Americana e subsequente ocupação militar das Filipinas no período pós-guerra, quando muitas arbitrariedades foram cometidas pelas tropas norte-americanas.
O termo surge num contexto em que os Estados Unidos colocava em prática sua política de expansão territorial. No final do século XIX, após o país ter saído vitorioso da Guerra Mexicano-Americana e anexar ao seu território o que hoje são os estados do Texas, Novo México, Califórnia e Arizona, o então presidente Theodore Roosevelt defendeu a expansão rumo ao Caribe e ao Pacífico, com a finalidade que o país pudesse adquirir status de potência mundial. A classe empresarial do país viu na ideia uma oportunidade para expandir seus negócios.
Em seu fervor expansionista, Roosevelt evocava Rudyard Kipling, visto atualmente na Índia como um "poeta do imperialismo britânico". Surgiram, quase à mesma época, comparações com o Império Romano. De acordo com declaração do político e jornalista Henry Watterson em 1896, "somos uma grande República Imperial, destinada a exercer influência controladora sobre as ações da humanidade".

Presença militar americana no mundo em 2007.
Mais de 1000 tropas
100–1.000 tropas
Uso de instalações militares

Após os atentados de 11 de setembro, o comentarista neoconservador Max Boot criticou o secretário da Defesa Donald Rumsfeld por este ter declarado que os Estados Unidos não buscavam o status de império. "Isso não é verdade. Os EUA têm sido um império, desde pelo menos 1803, quando Thomas Jefferson comprou o território da Louisiana (…) O império estendeu-se ao exterior, adquirindo colônias, de Porto Rico e Filipinas ao Havaí e Alasca", escreveu.
Do outro lado do espectro político, o historiador da Guerra Fria William Appleman Williams concordou em parte com a afirmação. Ao constatar, em 1980, que as palavras "império" e "imperialismo" não encontravam "hospitalidade fácil nas mentes e corações da maioria dos americanos contemporâneos", Williams lembrou não ter sido sempre assim. De acordo com ele, "império era comum no vocabulário dos americanos que fizeram a revolução contra a Grã Bretanha e no daqueles que conceberam e executaram o subsequente levante doméstico". A palavra império, observou, era usada regularmente por eles nas conversas sobre a Inglaterra; e a empregavam ainda mais ao falar sobre a própria condição deles, de suas políticas e aspirações. "Tornou-se, na verdade, sinônimo da realização do Sonho deles", escreveu.
Para Williams, as gerações posteriores é que se tornaram "menos francas sobre as atitudes e práticas imperiais, apoiando princípios nobres como 'integridade territorial e administrativa' e a meta de 'salvar o mundo para a democracia' – mesmo quando destruíam as culturas dos Primeiros Americanos, conquistavam a metade do México e expandiam incansavelmente o poderio de seu governo em todo o globo".